# Atropello masivo de Mannheim de 2025
El Atropello masivo de Mannheim de 2025 hace referencia a un acontecimiento ocurrido en 3 de marzo de 2025 cuando un automóvil atropelló a una multitud de carnaval de Paradeplatz, una popular zona peatonal en Mannheim, Baden-Wurtemberg (Alemania). El ataque dejó como saldo dos muertos y 11 personas heridas. El conductor huyó del lugar pero fue detenido por la policía después.
El incidente sigue bajo investigación por la policía alemana, que ha declarado que el sospechoso tiene problemas psiquiátricos y que "no hay indicios" de un motivo político.

## Suceso
El incidente tuvo lugar alrededor de las 12:15 hora local (11:00 GMT) en Paradeplatz de Mannheim. Un Ford Fiesta se estrelló contra una multitud de personas, atropellando a varios de ellos antes de detenerse. Un hombre salió del coche y disparó contra un taxi que lo seguía antes de huir de la policía. Testigos presenciales informaron de una escena caótica, con múltiples víctimas tendidas en el suelo.
El hospital de la ciudad declaró el estado de emergencia y las autoridades aconsejaron a los residentes evitar el centro de la ciudad de Mannheim durante la respuesta de emergencia.

## Víctimas
Dos personas, una mujer de 83 años y un hombre de 54, murieron y según la policía alemana, otras 11 personas resultaron heridas, cinco de ellas de gravedad.

## Perpetrador
Un hombre de 40 años, identificado por la policía como Alexander Scheuermann, ciudadano alemán de Ludwigshafen, fue arrestado cerca del lugar del incidente después de dispararse accidentalmente en la boca mientras disparaba una pistola de gas durante una persecución policial. Según el fiscal Romeo Schüssler, el sospechoso había sido condenado previamente por agresión, conducción en estado de ebriedad e incitación al odio entre 2008 y 2018.